# Cerastium scaposum
Cerastium scaposum är en nejlikväxtart. Cerastium scaposum ingår i släktet arvar, och familjen nejlikväxter.

## Underarter
Arten delas in i följande underarter:
- C. s. peninsularum
- C. s. scaposum